# Johann Jacob Achelius

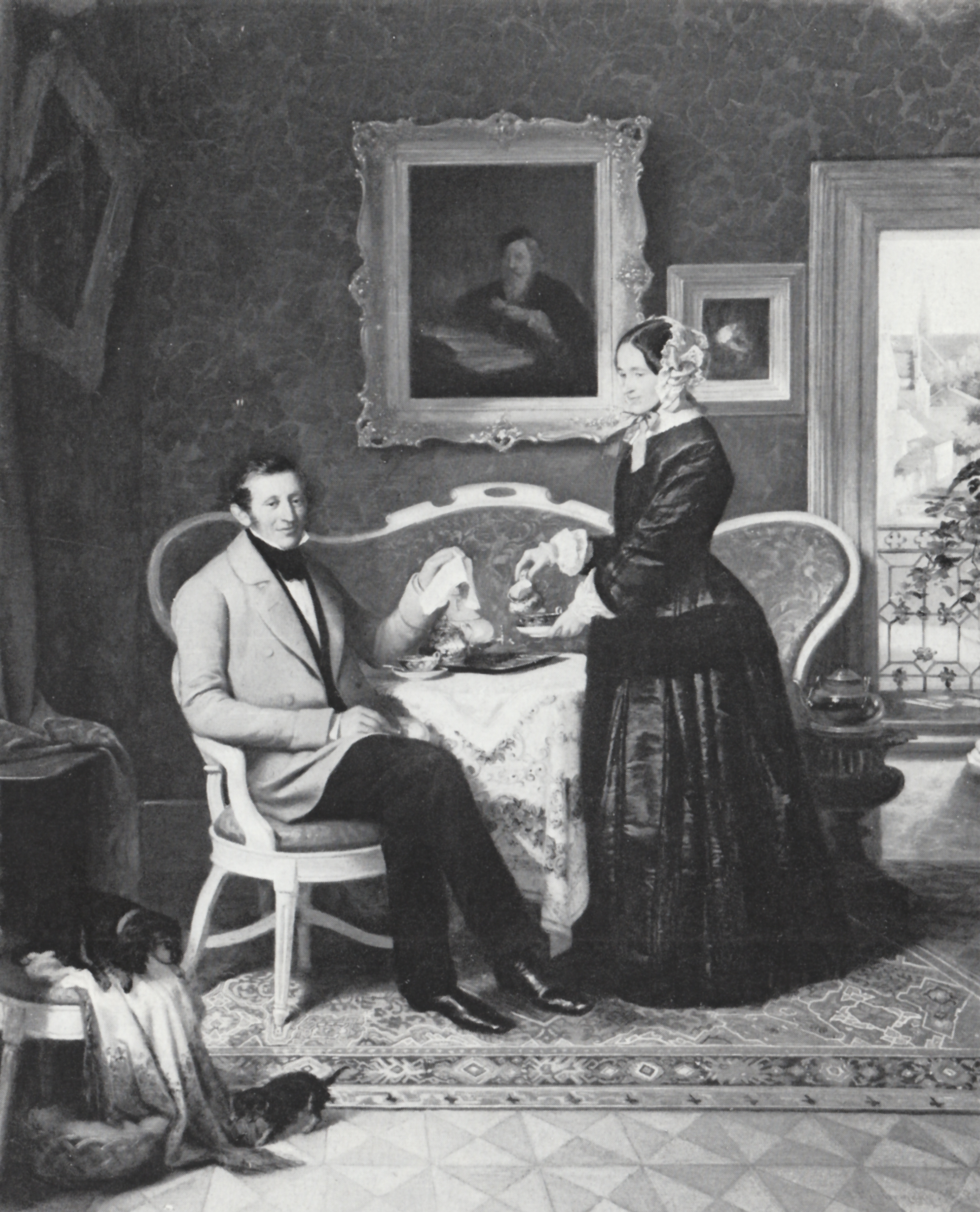
Glasermeister Achelius mit seiner Frau beim Frühstück; Adolph Diedrich Kindermann (1858)

Johann Jacob Achelius (* 13. Februar 1794 in Lübeck; † 14. April 1870 ebenda) war ein deutscher Glasermeister.

## Leben und Wirken
Achelius war der Sohn des Lübecker Glasermeisters Bernhard Achelius (* 1749 in Thedinghausen; † 1814 in Lübeck) und seiner zweiten Ehefrau Sarah Catharina, geb. Starcky (* 1762 in Lübeck; † 1829). 1812, während der Lübecker Franzosenzeit wurde er nach Riga geschickt, um einer drohenden Einziehung zur Armee zu entgehen. Nach der Befreiung 1813 kehrte er zurück und war vermutlich Lehrling in der Werkstatt seines Vaters. 1815 war er Freiwilliger bei der 2. Lübeckischen Jägerkompanie und nahm am Sommerfeldzug von 1815 teil. Seit Dezember 1818 Geselle, übernahm er 1822 die Werkstatt seines verstorbenen Vaters in der Mengstraße 31. Im selben Jahr heiratete er Anna Catharina Maria, geb. Möller, die Tochter des Ältermannes des Amtes der Buntfutterer Carl Friedrich Müller.
Durch die Heirat und gut laufende Geschäfte brachte es Achelius zu Wohlstand, der ihm ermöglichte, in der Sandstraße ein großzügiges Wohnhaus zu erbauen. Er unternahm ausgedehnte Reisen und baute eine umfangreiche Kunstsammlung auf. Achelius war vielfältig engagiert: ab 1836 war er Ältermann des Amtes der Glaser; von 1849 bis 1859 gehörte er der Lübecker Bürgerschaft an und war von 1862 bis 1868 Mitglied der Vorsteherschaft der Gesellschaft zur Beförderung gemeinnütziger Tätigkeit, der er seit 1832 angehörte. Zeitweilig war er Direktor der Industrie- und Gewerbeschule der Gemeinnützigen.

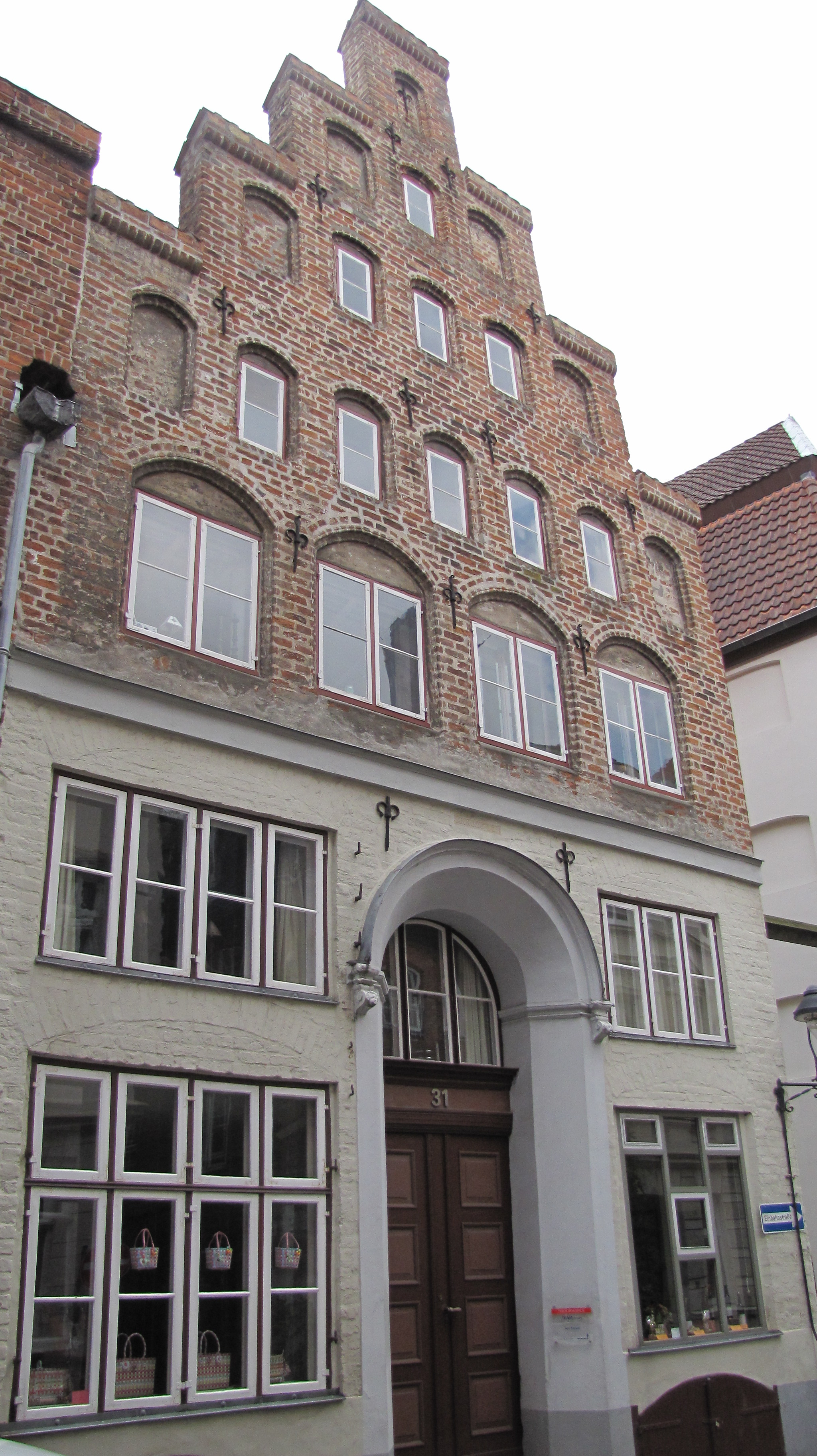
Werkstatt, Mengstraße 31
Wohnhaus, Sandstr. 28

Bedeutsam wurde seine Bekanntschaft und Zusammenarbeit mit Carl Julius Milde. Milde fand in Achelius einen Glaser, der noch die althergebrachte Technik der Glasmalerei beherrschte und in seiner traditionellen Werkstatt über die nötigen Werkzeuge und einen Ofen zum Brennen des Glases und der Farben verfügte. Milde und Achelius arbeiteten zunächst gemeinsam an der Restaurierung der beim Abbruch der Burgkirche geretteten Glasfenster und ihrem Einbau in der Marienkirche Anfang der 1840er Jahre; sie wurden 1942 beim Luftangriff auf Lübeck zerstört. 1858 ließ Milde die Fenster der von ihm restaurierten Dorfkirche Semlow von Achelius anfertigen, und von 1858 bis 1860 restaurierten sie gemeinsam die Fenster der Klosterkirche Dargun (1945 zerstört). Weitere Projekte waren Wappenfenster in der Lübecker Jakobikirche, die Fenster der Maria-Magdalenen-Kirche in Berkenthin und der Nikolaikirche in Plön.

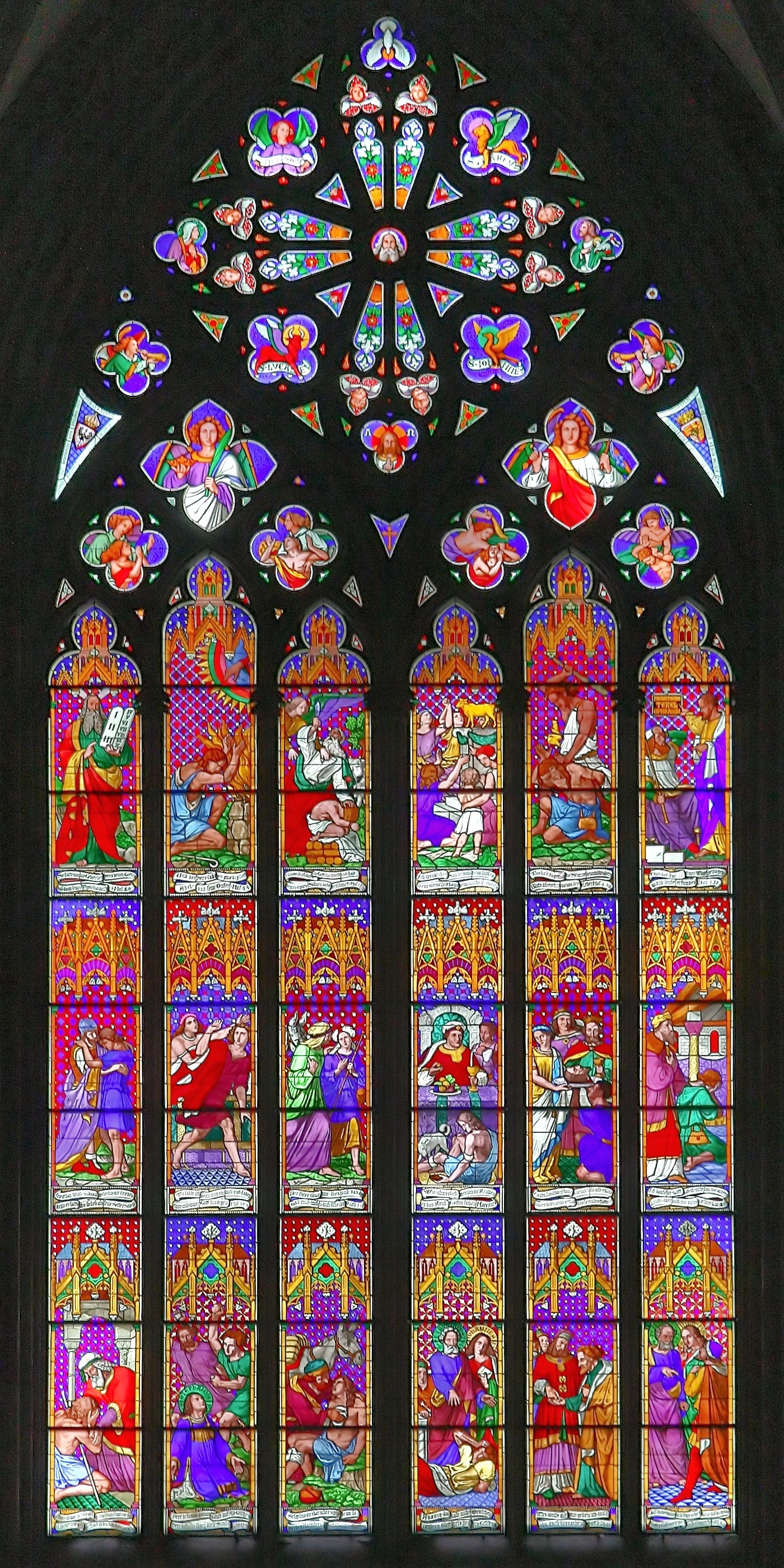
Großes Westfenster im Kölner Dom

Höhepunkt ihrer Zusammenarbeit war die Fertigung des großen Westfensters für den Kölner Dom, für das Milde den Auftrag von den Stiftern, dem preußischen Kronprinzenpaar Friedrich und Victoria erhalten hatte. Das Fenster, ein 15 m hohes Glasgemälde zum Thame Jüngstes Gericht auf einer Fensterfläche von über 70 Quadratmetern, entstand 1865–1870 in der Glaswerkstatt von Achelius; es wurde 1877, sieben Jahre nach Achelius' und zwei Jahre nach Mildes Tod, eingesetzt. Nach Beschädigungen im Zweiten Weltkrieg kehrte es erst 1993 an seinen alten Ort zurück.
Kurz vor seinem Tod 1870 übergab der kinderlose Achelius die Werkstatt an seinen Gesellen Carl Martin Berkentien (* 1840). Die Familie Berkentien führte die Werkstatt über drei Generationen bis in das letzte Viertel des 20. Jahrhunderts weiter.